# Суброгація
Суброга́ція (subrogation) — різновид уступки права, заміна одного кредитора на іншого. В страхуванні — перехід до страхувача, який виплатив страхове відшкодування, права вимагати компенсації від особи, відповідальної за збитки, спричинені страхувальникові. Це право поширюється лише на суму фактично виплаченого страхового відшкодування.